# 多田瑞穗
多田瑞穗（日语：／ Tada Mizuho，1991年8月25日—），日本前寫真偶像、歌手。於兵库县神户市岀身。活動時的所屬事務所為「Story Fact」（ストーリーファクト）。

## 簡歷
2005年1月，多田瑞穗憑着《ONE SIDE LOVE》一作出道成為寫真偶像，此一DVD同時附有6首其主唱的歌曲。8月，她推出了寫真DVD《Honey＆Mellow》和寫真集《Bitter Sweet》，並在神保町以身穿白色泳衣的姿態出席發售紀念簽名會。12月25日，她在沖繩拍攝的寫真DVD《樂園回歸》（楽園回帰）開售。2006年1月26日，她憑着單曲《OCEAN BLUE》出道成為歌手。12月，她推出了寫真DVD《Purely》。
2007年3月23日，多田推出了初中時期最後一部寫真DVD《Feel Deep》。次月，她的寫真集《剛剛15歲》（ただいま15歳）公開，此作由野澤亘伸負責拍攝。7月14日，她出席了寫真DVD《15歲 畢業寫真》（１５歳　卒業写真）的發售紀念活動。8月25日，她跟岸波莉穗、植野千尋、坂本理音共演的寫真DVD《縐紗》（クレープ）開售。9月27日，她的寫真DVD《Wanitora學園 校园泳装俱乐部》開售，她在當中以身穿10種校园泳装的姿態登場。
2008年5月29日，多田在栃木縣拍攝的寫真DVD《Profile 09》開售。8月22日，她推出了寫真DVD《M16》，當中主要收錄了她身穿運動裝的姿態。9月，她的寫真DVD《17 Seventeen》（17 セブンティーン）開售。次月，她以身穿護士服的姿態拍攝的寫真DVD《Operation》開售。11月，她的寫真DVD《Marble》公開。12月22日，她推出了寫真DVD《Cos吧Cos吧80分》（コスってコスって80分）——此作為她以往作品的精選集。
2009年4月24日，多田發表了寫真DVD《細小比基尼》（極小ビキニ）。她在當中以身穿各種細小比基尼的樣子登場。2010年3月31日，她宣佈「從藝能界引退」。

## 人物
多田喜歡研究時裝和唱歌，擅長側空翻、吹竹笛、打籃球。她在升上高中後比較想參與帶和風的社團活動。

## 外部連結
- Love Letter From Mizuho （页面存档备份，存于）－Ameba Blog